# نعنای کانادایی
نعنای کانادایی (نام علمی: Mentha canadensis) نام یک گونه از سرده نعنا است.